# Flinders River
Flinders River er med omkring 1.004 kilometer den længste flod i Queensland i Australien. Den er opkaldt efter Matthew Flinders, der kortlagde kysten, hvor Flinders River udløber, i 1802. Afvandingsområdet er tyndt befolket og kun i ringe grad udviklet. Flinders udspringer på vestlige skråninger af Great Dividing Range i det nordvestlige Queensland og løber overvejende mod nordvest over en flad slette før den løber ud i Carpentariabugten.

## Geografi
Floden udspringer i Burra Range, en del af Great Dividing Range, 110 kilometer nordøst for Hughenden og løber mod vest forbi Hughenden, Richmond og Julia Creek, derefter nordvest til Carpentariabugten 25 kilometer vest for Karumba. Afvandingsområdet afgrænses mod syd af Selwyn Range.
Med en længde på 1.004 kilometer er det den 8.-længste flod i Australien. Afvandingsområdet, som dækker 109.000 km², bruges primært til græsning og anden landbrug. I alt dækker det 1,5% af det australske kontinent.
Flinders River har 36 bifloder. De vigtigste er Cloncurry River, Saxby River og Corella River. En anden større biflod er Porcupine Creek, der har dannet en dramatisk kløft, som ligger i Porcupine Gorge National Park. Floden løber gennem ét permanent vandhul, Flagstone Waterhole. Der er to dæmninger på floden - Flinders River Dam og Corella Dam.
Flere mindre byer ligger i afvandingsområdet: McKinlay, Burke and Wills Junction, Hughenden, Richmond, Julia Creek og Cloncurry.
Floden har en årlig gennemsnitlig vandudstrømning op 3,856 ×109 m3. Det højest målte er 18 ×106 m3.
Flodsengen består af silt med ler og sand, sand og grus samt grus med sten. En stor flad lerslette ligger i området, hvor Flinders River, Gregory River og Leichhardt Rivers løber ud i Carpentariabugten. Udmundingen ligger i Gulf Plains Important Bird Area, som er udpeget af BirdLife International, som et vigtigt fugleområde (IBA).
I 2015 boede der omkring 6.600 i afvandingsområdet.

## Flora og fauna
Vegetationen langs floden i den øvre del af afvandingsområdet omfatter træer af slægten tetræ, heriblandt Melaleuca argentea, Melaleuca bracteata og Melaleuca fluviatilis og eukalyptus som Eucalyptus camaldulensis og Eucalyptus coolabah samt Lysiphyllum cunninghamii og Acacia salicina fra ærteblomst-familien. Invasive arter som Vachellia nilotica, Xanthium strumarium, Cryptostegia grandiflora og frugttræet Ziziphus mauritiana findes også. Underskoven domineres af et tæt dække af græsser på den sandede lermuld langs floden.

## Historie
Historisk har området været beboet af de aboriginske stammer Kalkadoon, Mitakoodi, Kukatj, Guthaarn, Mayi-Yapi, Mayi-Kulan, Mayi-Thakurti, Ngawun, Wanamarra, Mbara, Jirandali og Gugu-Badhun, som har været i området i tusinder af år.
Flinders River blev navngivet i 1841 af kaptajn Wickham og løjtnant John Lort Stokes på HMS Beagle til ære for Matthew Flinders, der kortlagde kysten, hvor Flinders River udløber, i 1802. Stokes opmålte og kortlagde udmundingerne af Flinders River og Albert River og navngav mange af stederne i området, heriblandt Disaster Inlet, Morning Inlet og Van Diemen River.
De opdagelsesrejsende Robert O'Hara Burke, William John Wills og Charles Gray nåede floddeltaet i 1861 og nåede dermed deres ekspeditions mål, at krydse kontinentet fra syd tll nord. Gray døde på vej tilbage til Cooper Creek, og både Burke og Wills døde ved Cooper Creek, da deres depot var forladt.
Den første, der havde dyr gående i området omkring Flinders, var James Gibson, som startede Prairie Station i 1861. I 1864 oprettede Gibson flere farme, herimellem Millungera Station og Taldora Station.
Der var store oversvømmelser langs floden i juli 1870. En farm mistede mere end 4.000 får og vejene var ufremkommelige. I 1917 blev der registreret endnu større oversvømmelser. Hughenden stod under vand og flere mennesker druknede. Der var også store oversvømmelser i 1955, 1960, 1974, 1991 og 2000.
I 2003 fik farmeren Corbett Tritton licens til at kunstvande med vand fra Flinders River. Han dyrkede med succes afgrøder som durra og bomuld på sin farm, og andre kvægopdrættere blev interesserede. Bekymringer over konsekvenserne for miljøet gjorde, at der ikke blev udstedt flere licenser før i 2013.
Kraftigt regnfald i Queensland tidligt i 2019 gav de værste oversvømmelser i mere end 50 år. Den store flodslette gjorde, at Flinders River kunne udvide sig til en bredde helt op til 60 kilometer. Oversvømmelserne medførte et stort tab af kvæg i området.